# Кукольник, Василий Григорьевич
Васи́лий Григо́рьевич Ку́кольник (30 января 1765, Мукачево, Габсбургская монархия — 6 [18] февраля 1821, Нежин, Черниговская губерния, Российская империя) — польский и русский учёный и педагог русинского происхождения; отец братьев Павла, Платона и Нестора Кукольников.

## Биография
Родился в 1765 году в Мукачево (в то время — Венгрия под протекторатом Габсбургов), по происхождению — русин.

### В Замостье
С 1789 года жил в Замостье, где работал в местном королевском лицее (ранее — Замойская Академия), в качестве профессора физики, естествознания и экономических наук. После учёбы во Львове приобрел необходимые знания в области сельского хозяйства и технологий. Интерес к тематике экономических наук, сельского хозяйства и техники имело следствием углубление знаний в этой сфере посредством изучения польской и иностранной литературы и собственного опыта в своём имении близ Замостья. Всё это стало отправной точкой для проведения лекций по вопросам сельского хозяйства, читаемых Кукольником в Замостье. В 1791 году печатается курс Кукольника по вопросам сельского хозяйства, который назывался «Сущность науки сельскохозяйственной» (пол. "Treść nauki rolniczej"). Фактически это был конспект лекций по сельскохозяйственным знаниям и рассматривается как первый польский учебник в сфере сельского хозяйства. В 1795−96 годах Кукольник совершил поездку по Германии, Чехии и Австрии, чтобы посетить образцовые хозяйства и ознакомиться с положением агрономической науки в этих странах. Результаты путешествия были опубликованы в Замостье в 1798 году в ещё одном учебнике под названием «Свод правил экономических согласно старинным и современным экономистам, составленный для учащейся молодёжи» (пол. "Zbiór prawideł ekonomicznych podług starożytnych i teraźniejszych ekonomiki autorów dla uczącej się młodzieży ułożony"). При написании этого труда, автор опирался на специальную литературу, результаты собственного агрономического опыта и исследований в области полеводства, растениеводства, садоводства и лесного хозяйства.
Кукольник также являлся членом Замостецкого экономического общества и сотрудничал (наряду с Войцехом Гутковким пол. Wojciech Gutkowski) в журнале пол. Dziennik Ekonomiczny Zamojski, созданным по инициативе Станислава Костки Замойского и выходившего в 1803-04 годах. Кукольник заведовал экономическим разделом этого издания.

### В России
В 1803 году по приглашению Н. Н. Новосильцева переехал в Петербург и был назначен профессором физики в недавно открывшийся Педагогический институт. Будучи человеком в высшей степени образованным, в разные годы преподавал в институте не только физику, но так же химию, технологию и агрономию.
С 1809 по 1813 годы служил экзекутором в специально учрежденной экзаменационной комиссии для чиновников.
С 1813 по 1817 преподавал римское и гражданское российское право великим князьям Николаю и Михаилу Павловичам. В награду за особые заслуги был пожалован небольшим имением в Виленской губернии, где его семья стала проводить летние месяцы.
Его деятельность была разнообразной и не ограничивалась только преподаванием. В 1814 году он был назначен членом Временного департамента Коммерц-коллегии и в качестве визитатора осматривал учебные, казённые и частные заведения, сначала в Санкт-Петербурге, а потом в Псковской губернии. В 1817 году Кукольник занял пост советника Правления Главного Педагогического Института, где два раза исполнял должность директора. Состоял редактором в Комиссии по составлению законов и занимался порядком производства уголовных и следственных дел.
В 1820 году Василий Григорьевич Кукольник отказался от профессуры в Петербургском университете и переселился в Нежин, где стал во главе только что открывшейся Гимназии высших наук имени князя Безбородко. На первых порах преподавать все предметы приходилось самому Василию Григорьевичу и его сыну Платону. Один из первых учеников гимназии Пётр Григорьевич Редкин писал: 

Частыми беседами своими, исполненными отеческой внимательности, нежности, дружеской простоты, педагогической опытности, живой занимательности, обширной учености, плодотворной образованности, он [Василий Кукольник] очищал чувствования, развивал ум, смягчал сердце и укреплял волю питомцев своих, направляя их ко всему прекрасному, истинному, высокому и доброму.
Желая воспитать из своих учеников настоящих личностей, способных мыслить свободно и открыто высказывать своё мнение, Кукольник искал единомышленников среди профессоров, но наткнувшись на непонимание, впал в меланхолию; 6 (18) февраля 1821 года он выпал из окна своего кабинета и разбился насмерть. Происшедшее расценили как самоубийство и следствие проводить не стали. Похоронен В. Г. Кукольник был в ограде старого Нежинского монастыря.

## Публикации
- Начальныя основания римскаго гражданскаго права.: Для руководства в преподавании онаго на публичных курсах. / Сочинение Василия Куколника свобод. худож. философии и обоих прав доктора, в Императ. С. Петерб. педагог. институте умозрительной и опытной физики и сельскаго хозяйства; в Вышшем училище правоведения римскаго права профессора публ. ордин. комитета испытаний, и ученых обществ Императ. Вольнаго экономическаго, и Московскаго физико-медицинскаго, иностранных же Альтенбургскаго ботаническаго и Енскаго минералогическаго члена, Императ. Медико-хирургической академии корреспондента. — Санктпетербург: В Медицинской типографии, 1810. — [2], X, 291, [1] c.
- Начальныя основания сельскаго домоводства Василия Куколника свободных художеств, философии и обоих прав доктора, в Императорском С. Петербургском педагогическом институте умозрительной и опытной физики и сельскаго хозяйства; в Вышшем училище правоведения римскаго права профессора публичнаго ординарнаго; Комитета испытаний, и ученых обществ Императорскаго Вольнаго экономическаго и Московскаго физико-медицинскаго, иностранных же Альтенбургскаго ботаническаго и Енскаго минералогическаго члена, Императорской Медико-хирургической академии корреспондента, / Изданныя от Главнаго правления училищ для употребления в учебных заведениях Российской империи. — Санктпетербург : Печатано при Императорской Академии наук, 1810. — XXVI, 289, [1] с.: табл.
- Начальныя основания российскаго частнаго гражданскаго права: Для руководства к преподаванию онаго на публичных курсах. / Сочинение Василия Кукольника коллежскаго советника и кавалера орд. св. равно-апостольнаго князя Владимира 4 ой степени, философии и прав доктора, в Императорском Санктппетербургском педагогическом институте и в Вышшем училище правоведения профессора публ. орд. Комитета испытаний в науках и разных российско-императорских и иностранных ученых обществ члена. — Санкт-Петербург: Печатано при Сенатской типографии, 1813. — [2], XLII, 240 с.
- Российское частное гражданское право / Сочинение Василия Кукольника. Колл. сов. и кавал. орд. с. р. а. к. Владимира. Свобод. худож. философии и обоих прав доктора, в Императ. С. Петербургском педагог. институте опытной физики и сельскаго хозяйства, в Вышшем училище правоведения римскаго права профессора публ. ордин. времяннаго департамента Коммерц-коллегии, так же ученых обществ, Императ. Вольнаго экономическаго и Московскаго физико-медицинскаго, иностранных же Алтенбургскаго ботаническаго, Енскаго минералогическаго, Эрланген. физико-медицинскаго члена; Императ. Медико-хирургической академии корреспондента. — Санктпетербург: В типографии Департамента внешней торговли.  Ч. 1: Изложение законов по предметам частнаго гражданскаго права, лицам, вещам и деяниям. 1815. — [16], 368, 30 с.
- Российское частное гражданское право / Сочинение Василия Кукольника. Колл. сов. и кавал. орд. с. р. а. к. Владимира. Свобод. худож. философии и обоих прав доктора, в Императ. С. Петербургском педагог. институте опытной физики и сельскаго хозяйства, в Вышшем училище правоведения римскаго права профессора публ. ордин. времяннаго департамента Коммерц-коллегии, так же ученых обществ, Императ. Вольнаго экономическаго и Московскаго физико-медицинскаго, иностранных же Алтенбургскаго ботаническаго, Енскаго минералогическаго, Эрланген. физико-медицинскаго члена; Императ. Медико-хирургической академии корреспондента. - Санктпетербург : В типографии Департамента внешней торговли. Ч. 2: Обряд гражданскаго судебнаго делопроизводства. — 1815. — [12], 287, [1], 12, [4] с.
- Руководство к преподаванию римскаго права. Василия Кукольника. / Издано Департаментом народнаго просвещения. — Санктпетербург: В типографии Департамента народнаго просвещения, 1821.